# Daïra de Koléa
La daïra de Koléa est une daïra d'Algérie située dans la wilaya de Tipaza et dont le chef-lieu est la ville éponyme de Koléa.

## Localisation
La daïra est située au nord-est de la wilaya de Tipaza.

## Communes de la daïra
La daïra est composée de trois communes : Koléa, Chaiba et Attatba.